# Allan Macartney
Allan Macartney (n. 17 februarie 1941, Accra, Coasta de Aur, actualmente Ghana – 1998) este un om politic britanic, membru al Parlamentului European în perioada 1994-1999 din partea Marii Britanii. 
1. ↑  Deputații în Parlamentul European